# Francesco Petrarca

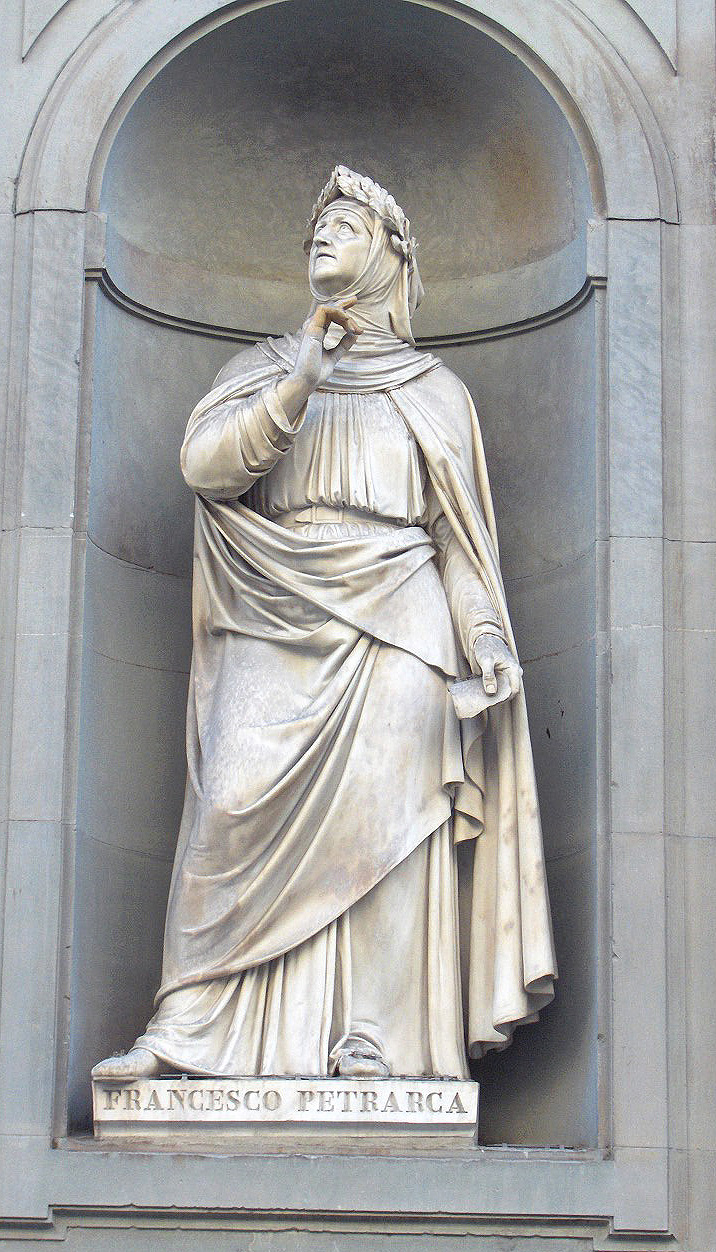
Standbeeld in de Uffizi, Florence

Francesco Petrarca (ook Francesco Petracco) (Arezzo, 20 juli 1304 – Arquà Petrarca, 19 juli 1374) was een Italiaans dichter en prozaschrijver en de grondlegger van het humanisme.
Hij was de zoon van een notaris die tegelijk met Dante om zijn lidmaatschap van de Welfen werd verbannen uit Florence.
Petrarca bracht een groot deel van zijn jeugd door in Avignon, waarnaar de familie verhuisde om paus Clemens V te volgen, die daar vanaf 1309 verbleef vanwege het pauselijk schisma.
Hij studeerde aan de universiteit van Montpellier (1319-1323) en trok vervolgens naar Bologna, waar hij rechten studeerde aan de universiteit van Bologna (1323-1325). Zijn interesse ging echter meer uit naar het schrijven, een passie die hij deelde met zijn vriend Giovanni Boccaccio. In 1326, na de dood van zijn vader, keerde hij terug naar Avignon. Daar ontving hij de lagere wijdingen en legde zich toe op de studie van de Latijnse klassieken. Op 6 april 1327 (Goede Vrijdag) ontwaarde hij in de kerk St.-Claire een meisje, dat hij als Laura zijn leven lang heeft bezongen in lyrische verzen, die gebundeld zijn in Il Canzoniere, in het Italiaans geschreven. De bundel bevat 366 aan Laura gewijde gedichten.
Hoewel hij zijn Latijnse werken en zijn filologische arbeid als de belangrijkste beschouwde, heeft hij op latere periodes vooral door zijn lyrische gedichten invloed uitgeoefend, vooral op de 17e-eeuwse literatuur (petrarkisme). Heel wat van zijn gedichten werden op muziek gezet, onder anderen door Claudio Monteverdi en Orlando di Lasso en Guillaume Dufay (Vergene bella). Ook zijn correspondentie werd gebundeld in de Epistolae familiares waarin onder andere de Beklimming van de Mont Ventoux, zijn brief uit 1336 waarin hij zijn toeristische uitstappen beschreef.
Als geleerde en dichter werd hij al spoedig beroemd en in 1341 werd hem door Parijs en Rome de dichterskroon aangeboden; hij koos voor Rome en werd op paaszondag (8 april) 1341 op het Capitool gekroond tot 'magnus poeta et historicus'. Door zijn herontdekking van klassieke teksten, met name Cicero's brieven aan Atticus in 1345, verwierf hij de titel 'vader van de humanistische beweging'. De heer van Padua, Jacopo II van Carrara, bood Petrarca samen met een aanstelling tot kanunnik in de kathedraal, een kanunnikenhuis aan; later schonk zijn zoon Francesco I van Carrara hem een landhuis buiten de stad, in Arquà Petrarca, gelegen in de Euganische Heuvels waar het klimaat aangenamer was. Zijn praalgraf staat in Arquà Petrarca, destijds Arquà geheten.
Het petrarkisme is de literaire stijl die naar Francesco Petrarca genoemd is, waarin het verlangen naar de perfecte vrouw lyrische uitdrukking krijgt. Laura zal voor altijd zijn grote liefde blijven.

## Werken
In het Italiaans:
- Il Canzoniere (dichtwerk)

In het Latijn:
- Africa (dichtwerk)
- De viris illustribus
- Rerum memorandarum libri
- De remediis utriusque fortunae
- Rerum vulgarium fragmenta
- Triumphi
- Epystole
- Bucolicum carmen
- Secretum
- De vita solitaria
- De otio religioso
- Contra medicum
- De ignorantia
- Contra quendam
- Contra eum
- Familiares (brieven)
- Seniles (brieven)

## In Nederlandse vertaling
- Troost-spieghel in gheluck ende ongheluck[a], 1606
- Laura door Petrarcha beweend. Eene elegie[b], uit het Engelsch van William Jones (1780)
- Madonna Laura. Verzen van Petrarca, vert. en ingel. door D. Tol (1941)
- Sonnetten en andere gedichten, vert. Frans van Dooren, 1979 ISBN 90-253-1556-9 (vijfde druk 2004). Deze bundel bevat een vert. van 25 sonnetten uit de Canzoniere. Naast de vert. is de oorspronkelijke Italiaanse tekst afgedrukt
- De top van de Ventoux; Het geheim; Godgewijde ledigheid, vert. Chris Tazelaar. Baarn: Ambo, 1990 ISBN 90-263-0963-5. Vert. van: Secretum en De otio religioso
- Het leven in eenzaamheid & Brieven aan zijn broer, vert. uit het Latijn, ingel. en van aant. voorz. door Chris Tazelaar. Baarn: Ambo, 1993 ISBN 90-263-1102-8
- Brief aan het nageslacht, vert. Frans van Dooren, 1991
- Lauweringsrede, vert. Chris Tazelaar, 1995 ISBN 90-263-1366-7
- Sonnetten voor Laura. De mooiste liefdesgedichten, vert. Ike Cialona, 1998
- Brieven, vert. Frans van Dooren, 1998 ISBN 90-253-4169-1
- De mooiste van Francesco Petrarca, samengebracht door Koen Stassijns en Ivo van Strijtem ; vert. uit het Italiaans door Ike Cialona ... [et al.] ; ingel. door Bart Van den Bosscheed, 2001 ISBN 90-209-4196-8, ISBN 90-450-0423-2
- Reisroute naar Jeruzalem, vert. Chris Tazelaar, 2004 ISBN 90-5848-053-4. Vert. van Itinerario in Terra Santa. Bergamo, Lubrina, 1990
- Het liedboek - Canzoniere, vert. Peter Verstegen, 2008, 2012 Athenaeum-Polak & Van Gennep ISBN 978-90-253-6949-1
- De twee gezichten van Vrouwe Fortuna = De remediis utriusque fortune, vert. Chris Tazelaar, 2018, ISBN 978-94-6340-138-8
- Eyn neüwe geteütscht Bücchlein, inhaltende grosse erbermliche Clagen, der Synlichkeit vñ des Schmertzē vmb Belegerūg, Zerstorūg, Verbrēnūg Vaterlāts. Kranckheit des Leibs : uff dz alles trostlich Antwurt der Vernu̇nfft = Een nieuw in het Duits vertaald boekje, inhoudende groot, erbarmelijk klagen over de hartstocht en over de pijn om belegering, verwoesting, verbranding van het vaderland, en ziekte van het lichaam. Op dit alles het troostrijke antwoord van het verstand, vertaling (uit het Duits naar het oorspronkelijke Latijn) Ruud Muschter, 2021. Oorspronkelijke Duitse uitgave: 1516

- Bibsys: 90089282
- Biblioteca Nacional de Chile: 000046972
- Biblioteca Nacional de España: XX886780
- Bibliothèque nationale de France: cb11919436b (data)
- Catàleg d'autoritats de noms i títols de Catalunya: 981058521644306706
- CiNii: DA02041632
- Digitale Bibliotheek voor de Nederlandse Letteren: petr067
- Gemeinsame Normdatei: 118593234
- Historisch woordenboek van Zwitserland: 041573
- International Standard Name Identifier: 0000 0001 2128 7790
- Library of Congress Control Number: n79092622
- Nationale Bibliotheek van Letland: 000006994
- MusicBrainz: a2109c59-5f37-4cab-8b7d-1927d586b36f
- Bibliotheek van het Japanse parlement: 00472990
- Nationale Bibliotheek van Tsjechië: jn19990006495
- Nationale bibliotheek van Australië: 35419481
- Nationale Bibliotheek van Israël: 987007266405305171
- Nationale Bibliotheek van Polen: a0000001182393
- Nationale Bibliotheek van Roemenië: 000172707
- Nationale en Universitaire bibliotheek Zagreb: 000033192
- Nederlandse Thesaurus van Auteursnamen: 068380984
- Réseau des bibliothèques de Suisse occidentale: 02-A000129752
- RKD-Nederlands Instituut voor Kunstgeschiedenis: 337905
- Istituto Centrale per il Catalogo Unico: CFIV017574
- LIBRIS: 206232
- SNAC: w64850xt
- Système universitaire de documentation: 027068935
- Trove: 946186
- Union List of Artist Names: 500323951
- Virtual International Authority File: 39382430
- WorldCat: E39PCjGHPHxR7fmgKTMWPF3h9C

Zie ook: Oosterse filosofie · Antieke filosofie · Moderne filosofie · Postmoderne filosofie · Portaal filosofie